# Ostabat-Asme
Ostabat-Asme (tiếng Basque: Izura-Azme), Hostavalem là một xã thuộc tỉnh Pyrénées-Atlantiques trong vùng Aquitaine miền tây nam nước Pháp.